# Georges Gass
Pour les articles homonymes, voir Gass.
Pierre Louis Georges Gasse est un artiste français né à Sézanne le 19 février 1885, mort au champ d'honneur au combat de Sapigneul le 19 septembre 1914.

## Biographie
Élève de Fernand Cormon à l'École des Beaux-arts à Paris, soldat de 2e classe au 306e régiment d'infanterie

## Œuvres
- Troyes, musée Saint-Loup, Le Vieil Amiens, canal de la rue Toche
- Sézanne, hôtel de ville : Les Ramasseuses de bois mort.

## Site externe
- Mémoire des hommes